# Robert Walpole (érudit)
Ne doit pas être confondu avec Robert Walpole.
Robert Walpole, né le 8 août 1781 à Lisbonne et mort le 16 avril 1856 à Londres, était un érudit britannique.

## Biographie
Fils de l'ambassadeur Robert Walpole, il naquit à Lisbonne où son père était en poste.
Il fit ses études à la Charterhouse School puis au Merton College (Oxford) et au Trinity College (Cambridge). Il entra au Lincoln's Inn en 1803. Il fut ordonné prêtre en 1809.
Il voyagea en Grèce à la fin du XVIIIe siècle.

## Œuvres
- Melite Britannis subacta, 1801
- Comicorum Græcorum Fragmenta , 1805
- Isabel
- Specimens of scarce Translations of the seventeenth century from the Latin Poets, 1805
- Essay on the Misrepresentations of certain Infidel Writers, 1812
- Memoirs relating to European and Asiatic Turkey, 1817